# Jyotsna Dhawan
Jyotsna Dhawan   (segle XX) Jyotsna Dhawan és una biòloga índia de cèl·lules i desenvolupament, científica emèrita del Centre de Biologia Cel·lular i Molecular i professora visitant de l’ Institut de Ciència de les Cèl·lules Mare i Medicina Regenerativa (inStem). La investigació de Dhawan s'ha centrat en la funció de les cèl·lules mare de l’adult i la regeneració del múscul esquelètic. Dhawan és l’actual presidenta (2019-2021) de la Indian Society for Cell Biology i de la Indian Society of Developmental Biologists (2017-2020). Dhawan va ser elegida membre de l'Acadèmia Nacional de Ciències de l'Índia el 2019.

## Primera vida i educació
El pare de Dhawan, Satish Dhawan, era professor de l'Institut indi de Ciències i la mare de Dhawan, Nalini, era citogenetista. Va cursar el màster en botànica a la Universitat de Delhi el 1983. Tot i que va considerar deixar el màster, les pràctiques d’estiu en genètica del llevat a l’Institut Tata d’Investigacions Fonamentals la van convèncer per continuar un doctorat. Va completar el seu doctorat a la Universitat de Boston el 1991. Va completar la seva formació postdoctoral a la Universitat Stanford estudiant cèl·lules mare musculars i teràpia gènica el 1995.

## Carrera
Dhawan es va unir al Centre de Biologia Cel·lular i Molecular com a facultat el 1996 i va començar el seu laboratori estudiant la biologia de les cèl·lules mare musculars i la reparació muscular. Del 2009 al 2014, va ajudar a crear l'Institut de Ciència de les Cèl·lules Mare i Medicina Regenerativa (inStem) a Bangalore i va exercir com a professora sènior i degana. El 2014 va tornar al Centre de Biologia Cel·lular i Molecular i va mantenir els vincles amb InStem com a professora visitant i membre del consell assessor.
Dhawan ha estat una defensora activa per establir l'Índia com a líder en investigació biomèdica. Serveix com a científica responsable del Centre de Biologia Cel·lular i Molecular iHub, un espai d’innovació amb un centre d’incubació per a startups biomèdiques i ha estat membre de diversos comitès de revisió científica, grups de treball científics i comitès consultius a nivell nacional i nacional. a nivell institucional. També ha format part del consell de redacció de Physiological Genomics, BBRC i Frontiers in Cell and Development Biology.

## Publicacions seleccionades
- Sirisha Cheedipudi, Deepika Puri, Amena Saleh, Hardik P. Gala, Mohammed Rumman, Malini S. Pillai, Prethish Sreenivas, Reety Arora, Jeeva Sellathurai, Henrik Daa Schrøder, Rakesh K. Mishra, Jyotsna Dhawan, A fine balance: epigenetic control of cellular quiescence by the tumor suppressor PRDM2/RIZ at a bivalent domain in the cyclin a gene, Nucleic Acids Research, Volume 43, Issue 13, 27 July 2015, Pages 6236–6256[11]

- Srikar Krishna, Aparna Nair, Sirisha Cheedipudi, Deepak Poduval, Jyotsna Dhawan, Dasaradhi Palakodeti, Yashoda Ghanekar, Deep sequencing reveals unique small RNA repertoire that is regulated during head regeneration in Hydra magnipapillata, Nucleic Acids Research, Volume 41, Issue 1, 1 January 2013, Pages 599–616[12]

- MLL5, a trithorax homolog, indirectly regulates H3K4 methylation, represses cyclin A2 expression, and promotes myogenic differentiation Soji Sebastian, Prethish Sreenivas, Ramkumar Sambasivan, Sirisha Cheedipudi, Prashanth Kandalla, Grace K. Pavlath, Jyotsna Dhawan Proceedings of the National Academy of Sciences Mar 2009, 106 (12) 4719–4724; DOI: 10.1073/pnas.0807136106[13]